# Malé Borové
Malé Borové (ungarisch Kisborove) ist eine Gemeinde im Norden der Slowakei mit 111 Einwohnern (Stand 31. Dezember 2024), die zum Okres Liptovský Mikuláš, einem Teil des Žilinský kraj, gehört und zur traditionellen Landschaft Liptau gezählt wird.

## Geographie

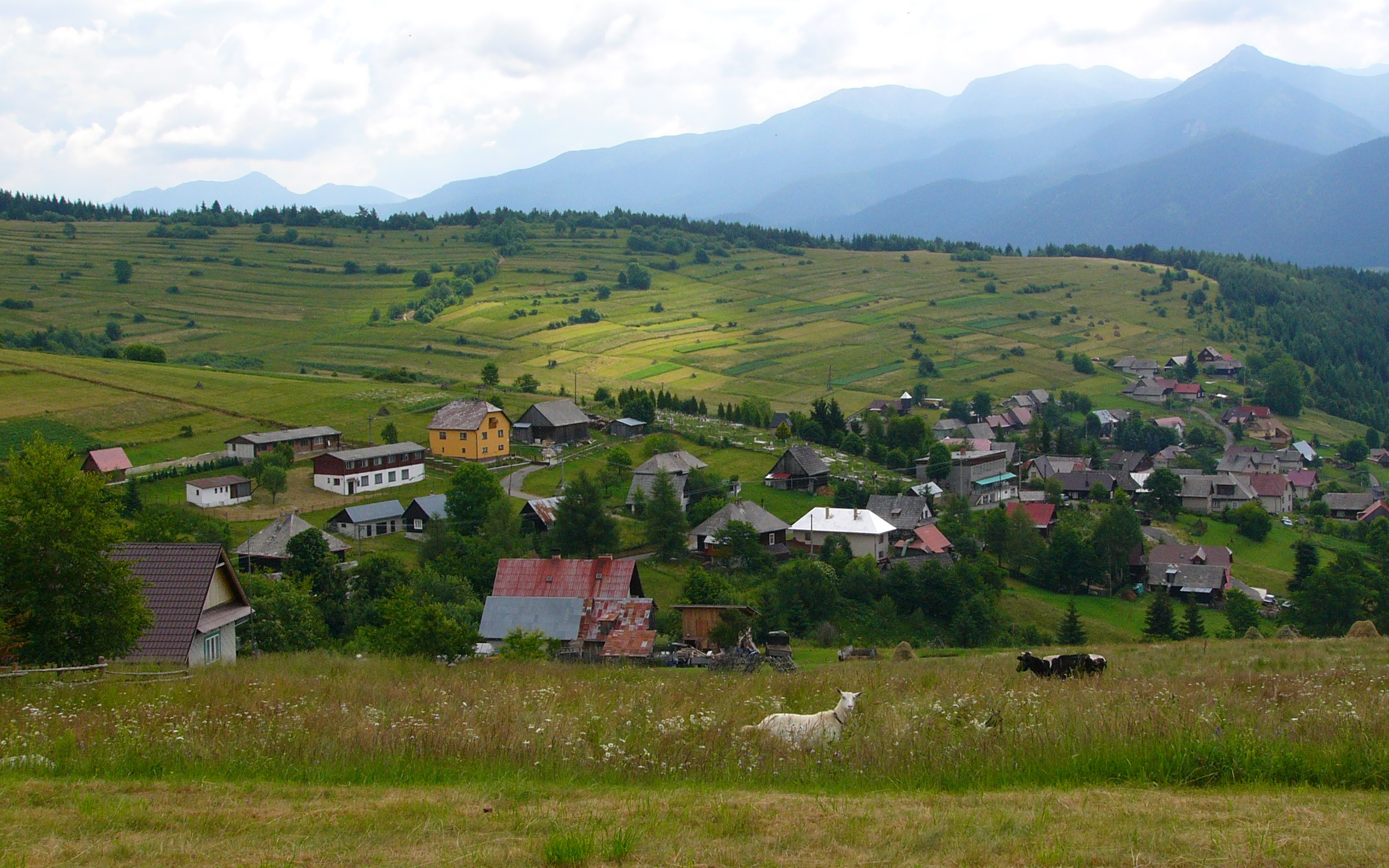
Blick auf Malé Borové, mit dem Berg Sivý vrch in der Westtatra im Hintergrund

Die Gemeinde befindet sich am südöstlichen Hang des Gebirges Skorušinské vrchy im Quellbereich des Baches Sviniarsky potok. Das Ortszentrum liegt auf einer Höhe von 880 m n.m. und ist 31 Kilometer von Tvrdošín sowie 34 Kilometer von Liptovský Mikuláš entfernt.
Zur Gemeinde gehört auch die Siedlung Novoť, die in den 1880er Jahren eingemeindet wurde.
Nachbargemeinden sind Krivá im Norden. Huty im Osten, Veľké Borové im Süden und Chlebnice im Westen.

## Geschichte
Der aus Einzelsiedlungen bestehende Ort entstand im 16. Jahrhundert nach Besiedlung durch Goralen aus der oberen Arwa, wurde zum ersten Mal 1550 schriftlich erwähnt und war Besitz der landadligen Familie Joob. Bis zum späten 18. Jahrhundert war der Ort zusammen mit Veľké Borové eine Gemeinde. 1784 hatte die Ortschaft 43 Häuser und 299 Einwohner, 1828 zählte man 64 Häuser und 419 Einwohner, die als Landwirte, Hirten, Heimglasmacher und -handwerker beschäftigt waren.
Bis 1918 gehörte der im Komitat Liptau liegende Ort zum Königreich Ungarn und kam danach zur Tschechoslowakei beziehungsweise heute Slowakei.

## Bevölkerung
| Jahr                | 1994 | 2004     | 2014     | 2024     |
| ------------------- | ---- | -------- | -------- | -------- |
| Anzahl der Personen | 266  | 206      | 139      | 111      |
| Unterschied         |      | −22,55 % | −32,52 % | −20,14 % |

| Jahr                | 2023 | 2024    |
| ------------------- | ---- | ------- |
| Anzahl der Personen | 115  | 111     |
| Unterschied         |      | −3,47 % |

Nach der Volkszählung 2011 wohnten in Malé Borové 172 Einwohner, davon 166 Slowaken, zwei Deutsche und ein Tscheche. Drei Einwohner machten keine Angabe zur Ethnie.
162 Einwohner bekannten sich zur römisch-katholischen Kirche. Vier Einwohner waren konfessionslos und bei sechs Einwohnern wurde die Konfession nicht ermittelt.